# Synoicum saxeum
Synoicum saxeum är en sjöpungsart som beskrevs av Kott 1998. Synoicum saxeum ingår i släktet Synoicum och familjen klumpsjöpungar. Inga underarter finns listade i Catalogue of Life.